# Dagmar di Danimarca
Marija Fëdorovna, (in russo Мария Фёдоровна?) nata principessa Dagmar di Schleswig-Holstein-Sonderburg-Glücksburg e poi principessa Dagmar di Danimarca (Copenaghen, 26 novembre 1847 – Hvidovre, 13 ottobre 1928), fu imperatrice consorte di Russia come moglie dell'imperatore Alessandro III. Era la seconda figlia femmina di Cristiano IX di Danimarca e di Luisa d'Assia-Kassel. Tra i suoi figli vi fu l'ultimo monarca russo, Nicola II, a cui sopravvisse dieci anni.

## Biografia

### Infanzia e giovinezza
Nata a Copenaghen, apparteneva ad un ramo cadetto principesco relativamente povero. Fu battezzata nella fede luterana con i nomi di Marie Sophie Frederikke Dagmar in onore della sua parente Maria Sofia Federica d'Assia-Kassel (1767-1852), regina vedova di Danimarca. Durante la sua educazione, Dagmar, insieme alla sorella Alessandra, ricevette lezioni di nuoto dalla pioniera svedese di nuoto per le donne, Nancy Edberg.
Suo padre divenne erede al trono di Danimarca, soprattutto in seguito ai diritti di successione della moglie, come nipote del re Cristiano VII e divenne re di Danimarca nel 1863, alla morte del re Federico VII. Suo fratello maggiore divenne il re Giorgio I di Grecia e il fratello primogenito re Federico VIII di Danimarca. La sorella maggiore Alessandra sposò il re Edoardo VII del Regno Unito mentre la sorella minore fu Thyra, duchessa di Cumberland.

### Fidanzamento e matrimonio

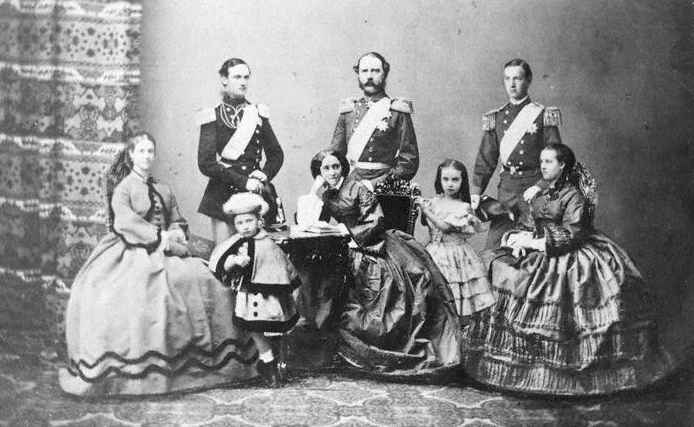
Dagmar di Danimarca e la sua famiglia (1862). In piedi, da sinistra a destra: il fratello Federico, il padre Cristiano IX ed il fratello Giorgio. Seduti, da sinistra a destra: Dagmar, il fratello Valdemaro, la madre Luisa, le sorelle Thyra e Alessandra

Il sorgere dell'ideologia slavofila nell'Impero russo portò Alessandro II di Russia alla ricerca di una sposa per il suo erede, lo zarevič Nikolaj Aleksandrovič, in paesi diversi dagli stati germanici, che avevano tradizionalmente fornito consorti per gli zar.
Nel 1864 Nikolaj, o "Nixa" come era conosciuto all'interno della sua famiglia, si recò in Danimarca, dove si fidanzò con Dagmar. Lo zarevič tuttavia morì di meningite il 22 aprile 1865, esprimendo il desiderio che Dagmar sposasse suo fratello minore, il futuro Alessandro III. Dagmar, che si era affezionata alla sua futura patria e aveva stretto forti legami con la famiglia del suo fidanzato, rimase molto colpita dalla sua morte. Ricevette una lettera da Alessandro II, in cui l'imperatore cercava di consolarla e le diceva in termini molto affettuosi che sperava che lei si considerasse ancora un membro della loro famiglia. Nel giugno 1866, durante una visita a Copenaghen, il fratello minore di Nikolaj, il nuovo zarevič Aleksandr Aleksandrovič, chiese a Dagmar la sua mano, dopo che erano stati insieme in camera sua a rivedere le fotografie di Nikolaj.
Dagmar lasciò Copenaghen il 1º settembre 1866. Hans Christian Andersen fu tra la folla che accorse al molo per vederla partire. Lo scrittore scrisse nel suo diario: "Ieri, in banchina, mentre passava davanti a me, si fermò e mi prese per mano. I miei occhi erano pieni di lacrime... Oh Signore, sii gentile e misericordioso con lei! Si dice che vi è una corte brillante a San Pietroburgo e la famiglia dello zar è piacevole, ancora, si dirige verso un paese sconosciuto, dove le persone sono diverse e la religione è diversa e dove non avrà nessuno dei suoi conoscenti al suo fianco".
Fu accolta calorosamente a Kronštadt da Alessandro II di Russia e da tutta la sua famiglia. Si convertì alla Chiesa ortodossa russa e prese il nome di Marija Fëdorovna (in russo Мария Фёдоровна) e il titolo di zarevna. Il matrimonio ebbe luogo il 9 novembre [28 ottobre] 1866 nella cappella imperiale del Palazzo d'Inverno a San Pietroburgo. Dopo la prima notte di nozze, Aleksandr scrisse nel suo diario: "Mi sono tolto le pantofole e la mia veste ricamata d'argento e ho sentito il corpo della mia amata accanto al mio...Come mi sentivo allora, non voglio descriverlo qui. In seguito abbiamo parlato per molto tempo". Dopo che i numerosi ricevimenti di nozze furono terminati, i novelli sposi si trasferirono nel palazzo Aničkov a San Pietroburgo, dove vissero per i successivi 15 anni, in alternanza con la villa estiva di Livadia in Crimea.

### Zarevna
Maria Fëdorovna era graziosa e popolare. All'inizio la sua priorità principale fu quella di imparare la lingua russa e cercare di capire il popolo russo. Raramente interferì con la politica, preferendo dedicare il suo tempo e le sue energie alla famiglia, agli enti di beneficenza e al lato più sociale della sua posizione. La sua unica eccezione fu il suo sentimento militante antitedesco, dovuto all'annessione di territori danesi da parte del nuovo impero tedesco.

### Imperatrice di tutte le Russie

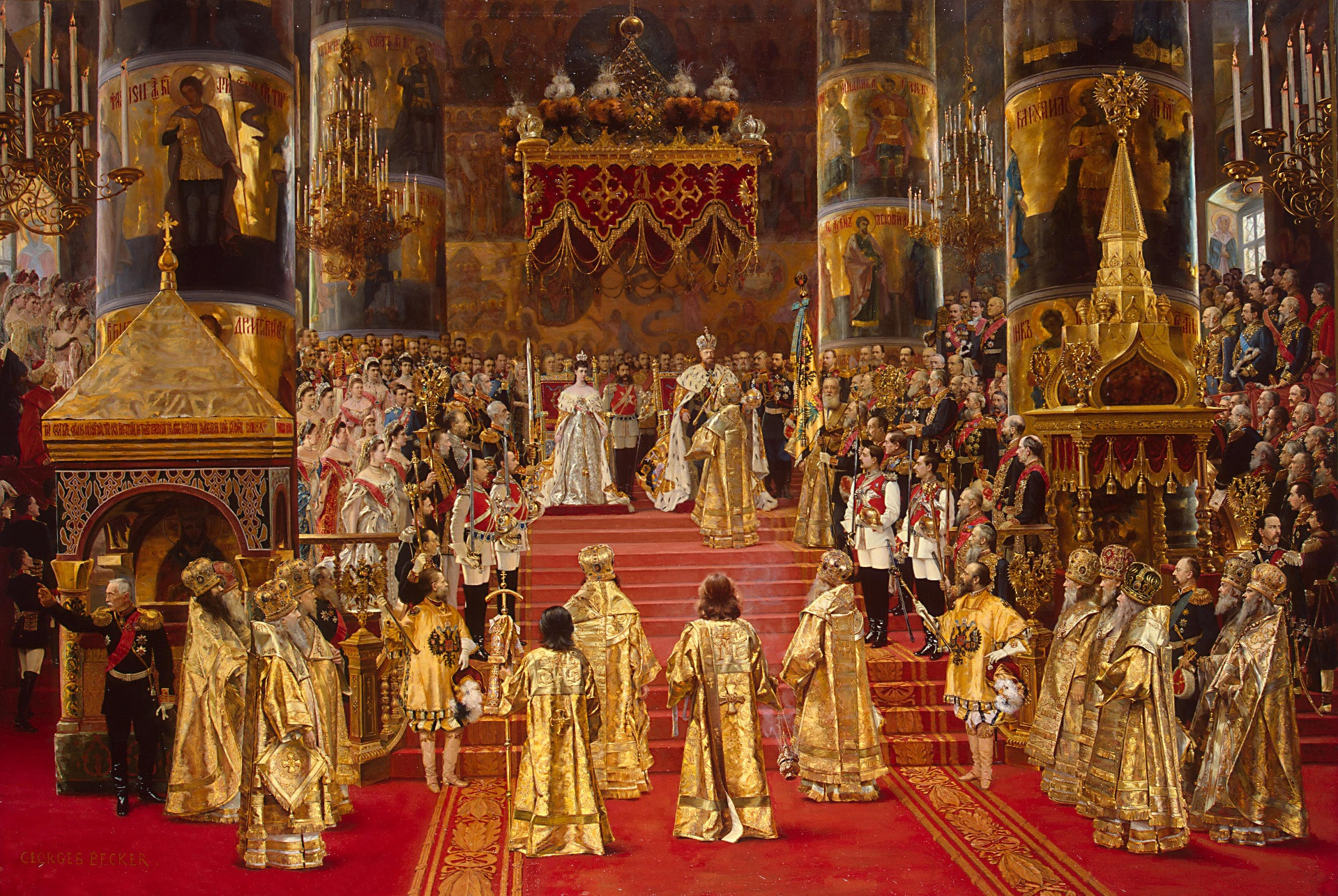
Incoronazione di Alessandro III e Marija Fëdorovna

La mattina del 13 marzo 1881, Alessandro II, all'età di sessantadue anni, rimase ucciso da una bomba sulla via del ritorno al Palazzo d'Inverno da una parata militare. In seguito Marija descrisse nel suo diario come lo zar, ferito ma ancora in vita, fu portato al palazzo: "Le sue gambe erano schiacciate terribilmente e lacerate, aperte al ginocchio; una massa sanguinante, con mezzo stivale al piede destro, e solo la suola del piede ancora a sinistra". Alessandro II morì poche ore dopo.
I contemporanei di Marija dissero di lei: "È una vera imperatrice", ma lei scrisse nel suo diario: "I nostri tempi più felici e sereni sono ormai finiti. La mia pace e la mia tranquillità sono andati, per ora mi limiterò più che mai a preoccuparmi di Saša"
Alessandro e Marija furono incoronati al Cremlino a Mosca il 27 maggio 1883. Nonostante poco prima dell'incoronazione fosse stata scoperta una cospirazione che gettò un velo sulle celebrazioni, oltre 8000 visitatori parteciparono alla cerimonia.
A causa delle numerose minacce contro di loro e su consiglio del capo dei servizi di sicurezza, il generale Čerevin, poco dopo l'incoronazione lo zar e la sua famiglia si trasferirono al palazzo di Gatčina, un luogo più sicuro, a 50 km da San Pietroburgo, un immenso palazzo che contava 900 stanze, costruito da Caterina II, dove Marija e Alessandro III vissero per 13 anni e dove crebbero i loro cinque figli sopravvissuti.
Sotto stretta sorveglianza la coppia imperiale si recava periodicamente nella capitale per partecipare agli eventi ufficiali. Marija desiderava ardentemente partecipare ai balli e ai raduni al Palazzo d'Inverno. Questo accadeva anche a Gatčina. Alessandro era solito godere della compagnia dei musicisti, anche se poi avrebbe finito per mandarli fuori uno per uno. Quando ciò accadeva, Marija sapeva che la festa era finita.
Durante il regno di Alessandro III, gli oppositori della monarchia rapidamente passarono alla clandestinità. Un gruppo di studenti aveva intenzione di assassinare Alessandro III nel sesto anniversario della morte di suo padre nella cattedrale dei Santi Pietro e Paolo a San Pietroburgo. I cospiratori avevano imbottito alcuni libri con la dinamite che intendevano lanciare allo zar quando sarebbe arrivato alla cattedrale. Tuttavia, la polizia segreta russa scoprì gli attentatori e cinque studenti furono impiccati, tra i quali Aleksandr Ul'janov, fratello maggiore di Vladimir Lenin.
Quando la sorella maggiore di Marija, Alessandra, visitò Gatčina nel luglio 1894, fu sorpresa nel vedere quanto debole fosse diventato il cognato Alessandro III. Marija era consapevole che era malato da tempo e che non gli rimaneva molto da vivere e quindi concentrò le sue attenzioni verso il figlio maggiore, il futuro Nicola II, poiché era da lui che ormai dipendeva sia il suo futuro personale che il futuro della dinastia.
Nikolaj aveva intenzione di sposare la principessa Alessandra d'Assia-Darmstadt, ma né Alessandro III né Marija approvavano il matrimonio. Nikolaj riassunse la situazione come segue: "Desidero muovermi in una direzione, ed è chiaro che Mama vuole che vada in un'altra - il mio sogno è quello di sposare Alix un giorno". Sebbene Marija e Alessandro trovassero Alessandra, che avevano conosciuto bambina, timida, isterica e squilibrata e fossero preoccupati che la giovane principessa non fosse in possesso delle giuste caratteristiche per diventare imperatrice di Russia, a malincuore entrambi acconsentirono al matrimonio.

### Imperatrice madre

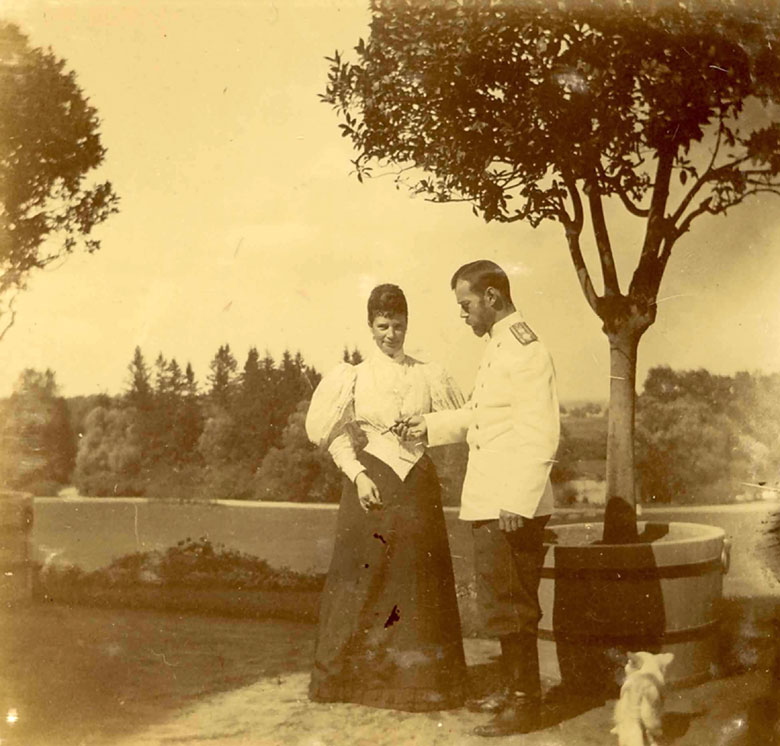
Lo zar Nicola II e l'imperatrice madre Marija Fëdorovna nel 1896

Il 1º novembre 1894, Alessandro III morì all'età di soli quarantanove anni a Livadija. Nel suo diario Marija scrisse: "Ho il cuore completamente spezzato e sono abbattuta, ma quando vidi il sorriso beato e la pace nel suo viso che venne dopo, mi ha dato forza" Per qualche tempo Marija fu inconsolabile. Sua sorella, Alessandra, e il cognato, il futuro Edoardo VII, arrivarono in Russia pochi giorni dopo. Il principe di Galles organizzò i funerali di Alessandro e fissò la data per il matrimonio del nuovo zar Nicola II con Alix.
Il nipote acquisito di Marija Fëdorovna, il principe Feliks Jusupov, notò che aveva una grande influenza nella famiglia Romanov. Sergej Witte elogiò la sua abilità e il suo tatto diplomatico. Tuttavia, non andava d'accordo con la nuora, Aleksandra Fëdorovna, ritenendola responsabile dei molti mali che affliggevano il figlio Nicola e l'impero russo in generale.
Dopo che il dolore per la morte di Alessandro III fu superato, Marija espresse nuovamente una visione chiara del futuro. "Tutto andrà bene", disse. Aveva vissuto per 28 anni in Russia, di cui tredici come imperatrice, e 34 anni di vedovanza l'attendevano ancora, di cui gli ultimi dieci in esilio in Danimarca. Continuò a vivere nel palazzo Aničkov a San Pietroburgo e al palazzo di Gatchina. Alla fine del 1916 lasciò San Pietroburgo per vivere nel palazzo Mariinskij a Kiev. Non fece mai più ritorno a San Pietroburgo.
Durante il primo periodo di russificazione, aveva cercato di far cessare al figlio la violazione dell'autonomia del gran principato di Finlandia e di far richiamare l'impopolare governatore generale Bobrikov. Durante il periodo della seconda russificazione, all'inizio della prima guerra mondiale, l'imperatrice vedova, in viaggio nel suo treno speciale attraverso la Finlandia verso San Pietroburgo, espresse la sua continua disapprovazione per l'oppressione della Finlandia, al punto da avere un'orchestra di un comitato di benvenuto che suonasse la marcia del reggimento Pori e l'inno finlandese 'Il nostro Paese', che al tempo erano sotto il divieto esplicito di Franz Albert Seyn, l'allora governatore generale della Finlandia.

### Rivoluzione ed esilio

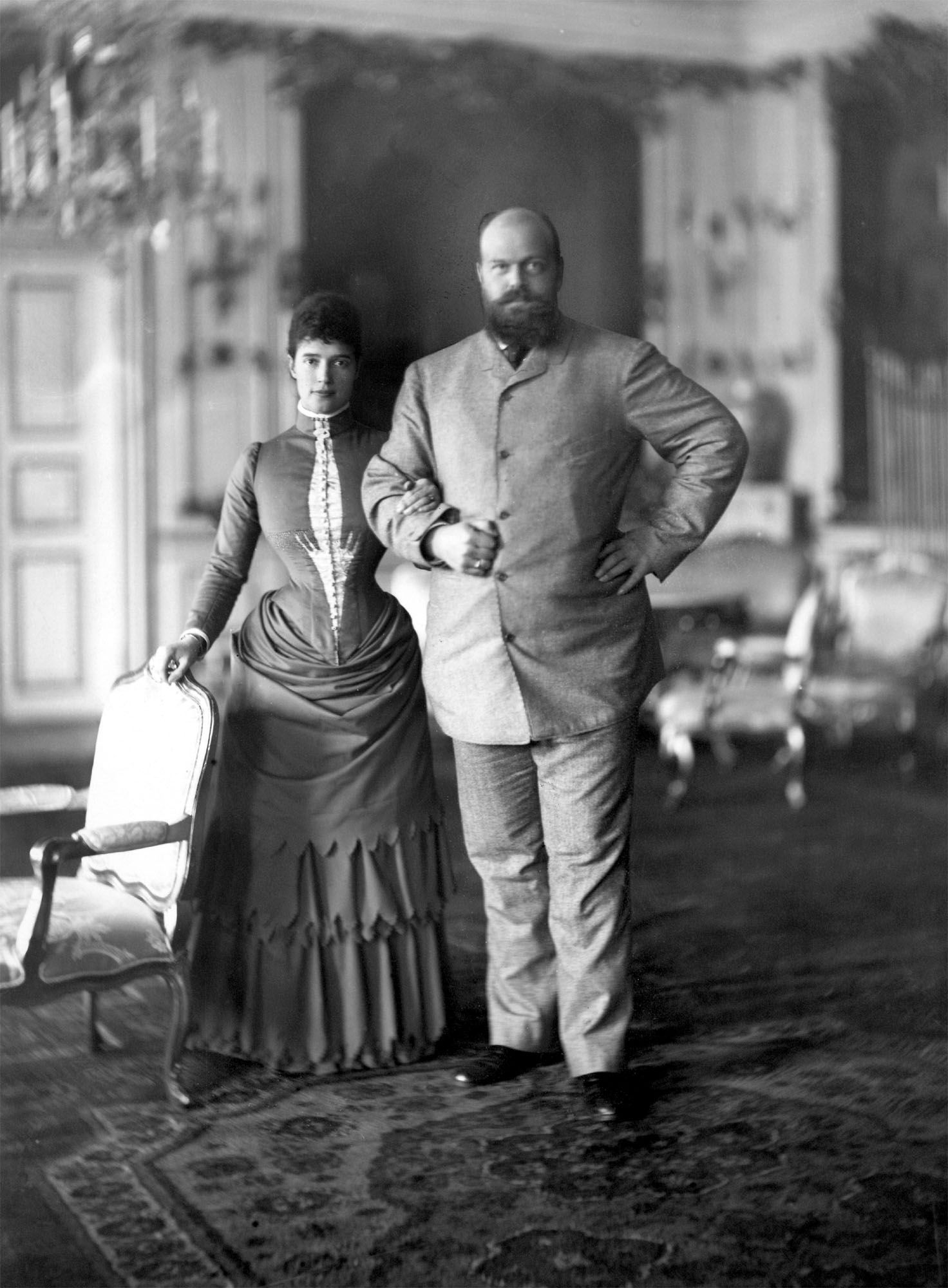
L'imperatrice Marija Fëdorovna e suo marito, lo zar Alessandro III, in vacanza a Copenaghen nel 1893

La rivoluzione arrivò in Russia nel marzo del 1917. Dopo aver viaggiato da Kiev per incontrare a Mogilev il figlio deposto, Nicola II, Marija ritornò in città. Si rese subito conto di quanto Kiev fosse cambiata e che la sua presenza non era più gradita. Fu convinta dalla sua famiglia a viaggiare in treno verso la Crimea con un altro gruppo di esuli Romanov e visse per un breve periodo in una delle residenze imperiali in Crimea, dove ricevette la notizia che i suoi figli, sua nuora ed i suoi nipoti erano stati assassinati, ma rifiutò di credervi, asserendo fosse una diceria. Il giorno dopo l'assassinio della famiglia dello Zar, Marija ricevette un messaggero da Nicky, "un uomo toccato", che le raccontò come fosse stata difficile la vita della famiglia di suo figlio a Ekaterinburg. "E nessuno può aiutarli o liberarli - solo Dio! Mio Signore salva il mio povero, sfortunato Nicky, aiutalo nel suo duro calvario".
Nel suo diario confortò se stessa: "Sono sicura che sono tutti usciti dalla Russia e ora i bolscevichi stanno cercando di nascondere la verità". Mantenne questa convinzione fino alla sua morte. Le sue lettere al figlio e alla sua famiglia sono quasi tutte andate perdute, ma in una che si è salvata scrisse a Nikolaj: "Sai che i miei pensieri e le preghiere non ti abbandoneranno mai. Ti penso giorno e notte e qualche volta sento così male al cuore che credo non posso più sopportarlo. Ma Dio è misericordioso. Egli ci darà la forza per questa prova terribile". La figlia di Marija, Ol'ga Aleksandrovna, scrisse "Eppure io sono sicura che nel profondo del suo cuore mia madre si fosse chiusa dentro per accettare la verità qualche anno prima della sua morte".
Nonostante il rovesciamento della monarchia (1917), in un primo momento si rifiutò di lasciare la Russia. Solo nel 1919, sotto la spinta della sorella, la regina vedova Alessandra, decise a malincuore di partire, fuggendo dalla Crimea attraverso il mar Nero verso Londra. Re Giorgio V inviò la nave da guerra HMS Marlborough per recuperare sua zia. Dopo un breve soggiorno nella base britannica a Malta e successivamente a Londra, tornò alla sua nativa Danimarca, scegliendo Hvidøre, vicino a Copenaghen, come sua residenza. Sebbene la regina Alessandra non abbia mai trattato sua sorella malamente e trascorressero del tempo insieme a Marlborough House a Londra e a Sandringham House nel Norfolk, Marija sentiva che ora era la "numero due". Ciò non deve sorprendere, dato che Marija era una ex imperatrice, mentre la sorella maggiore era la popolare regina madre.
In esilio a Copenaghen e in Danimarca vi erano molti emigrati russi. Per loro, Marija rimaneva ancora l'imperatrice. La gente la rispettava e l'apprezzava e spesso le chiedeva aiuto. L'assemblea monarchica russa, svoltasi nel 1921, le offrì di diventare il locum tenens del trono russo. Rifiutò la richiesta, poiché non voleva interferire nei giochi politici, e diede una risposta evasiva: "Nessuno ha visto Nicky ucciso". Prestò sostegno finanziario a Nikolaj Sokolov, l'investigatore che studiò le circostanze della morte della famiglia dello zar. Non si incontrarono: all'ultimo momento, l'imperatrice madre inviò un telegramma a Parigi, chiedendo di annullare l'appuntamento. Sarebbe stato troppo difficile per una donna vecchia e ammalata ascoltare la storia terribile di suo figlio e della sua famiglia.

### Morte e sepoltura
Nel novembre del 1925, la sorella prediletta di Dagmar, Alessandra, morì. Per Dagmar fu l'ultima perdita che dovette sopportare. "Era pronta per incontrare il suo Creatore", scrisse suo genero, il granduca Aleksandr Michailovič, circa gli ultimi anni di Dagmar. Il 13 ottobre 1928, a Hvidøre presso Copenaghen, in una casa che un tempo aveva condiviso con la sorella regina Alessandra, Dagmar morì all'età di 80 anni.
Dopo la funzione nella chiesa russa ortodossa di Aleksandr Nevskij a Copenaghen, l'imperatrice fu sepolta nella cattedrale di Roskilde. Nel 2005, la regina Margherita II di Danimarca ed il presidente russo Vladimir Putin con i rispettivi governi convennero che i resti dell'imperatrice dovessero ritornare a San Pietroburgo, in conformità con il suo desiderio di essere sepolta accanto a suo marito. Il 26 settembre 2006, una statua di Marija Fëdorovna venne inaugurata a Peterhof. Dopo una cerimonia presso la cattedrale di Sant'Isacco, fu sepolta accanto al marito Alessandro III nella cattedrale dei Santi Pietro e Paolo il 28 settembre 2006, 140 anni dopo il suo primo arrivo in Russia e quasi 78 anni dopo la sua morte.

## Rappresentazioni del cinema e del teatro dell'Imperatrice madre
- Fu interpretata da Irene Worth nel film del 1971 Nicola e Alessandra e da Jane Lapotaire nella serie britannica in 13 puntate Edward the Seventh sulla vita di suo cognato.
- Fu interpretata da Helen Hayes nella produzione londinese della commedia Anastasia e nell'omonimo film del 1956 tratto dalla commedia.
- La miniserie della NBC del 1986 Anastasia - L'ultima dei Romanov, nella quale è Olivia de Havilland ad interpretare l'imperatrice madre, mostra quest'ultima che considera l'idea di un incontro con Anna Anderson, la donna che sosteneva di essere la granduchessa Anastasia. Non ci sono prove che l'imperatrice madre abbia mai avuto tale intenzione.
- L'imperatrice è stata doppiata da Angela Lansbury (sostituita nella versione italiana dalla sua doppiatrice storica, Alina Moradei) in Anastasia, film d'animazione della Fox Animation Studios del 1997.

## Discendenza

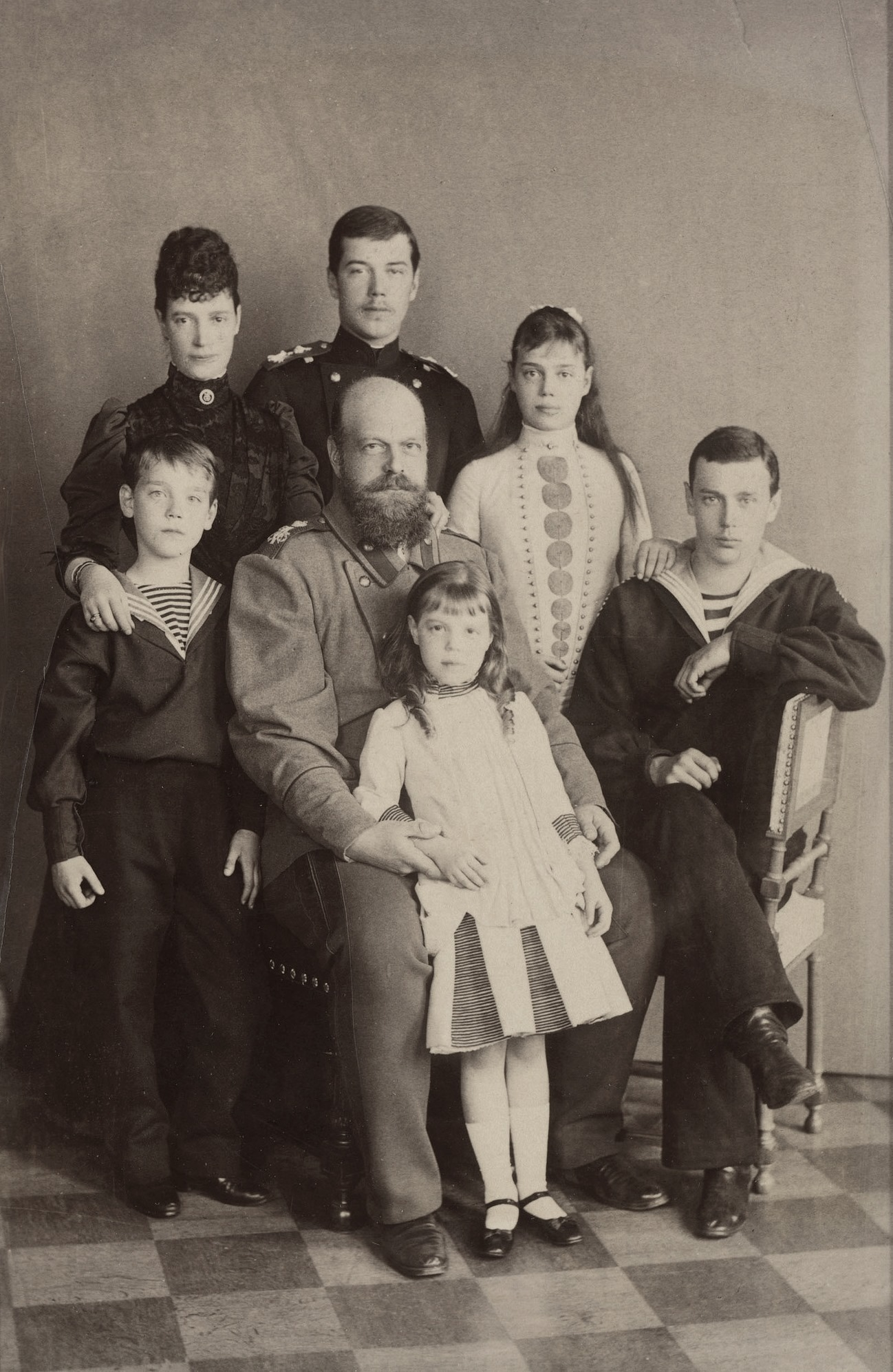
Lo zar Alessandro III e la zarina Marija Fëdorovna con i loro cinque figli

Lo zar Alessandro III e Marija Fëdorovna ebbero quattro figli maschi e due femmine:
- Lo zar Nicola II (6 maggio 1868 - 17 luglio 1918);
- il granduca Aleksandr Aleksandrovič (7 giugno 1869 - 2 maggio 1870);
- il granduca Georgij Aleksandrovič (6 maggio 1871 - 9 agosto 1899);
- la granduchessa Ksenija Aleksandrovna (6 aprile 1875 - 20 aprile 1960);
- il granduca Michail Aleksandrovič (28 novembre 1878 - 12 giugno circa 1918);
- la granduchessa Ol'ga Aleksandrovna (13 giugno 1882 - 24 novembre 1960).

## Titoli, trattamento, onorificenze e stemma

### Titoli e trattamento
- 1847–1853: Sua Altezza Principessa Dagmar di Schleswig-Holstein-Sonderburg-Glücksburg
- 1853–1858: Sua Altezza Principessa Dagmar di Danimarca
- 1858–1866: Sua Altezza Reale Principessa Dagmar di Danimarca
- 1866–1881: Sua Altezza Imperiale Granduchessa Marija Fëdorovna, zarevna di Russia
- 1881–1894: Sua Maestà Imperiale l'Imperatrice di Tutte le Russie
- 1894–1917: Sua Maestà Imperiale l'Imperatrice Madre Marija Fëdorovna di Russia
- 1917-1928: Sua Maestà Imperiale l'Imperatrice Madre Marija Fëdorovna di Russia (di cortesia)

Il titolo Imperatrice Madre di Russia aveva cessato di esistere con il crollo dell'impero russo. In Crimea, dopo il crollo del governo provvisorio di Kerenskij, Marija Fëdorovna fu pubblicamente indicata dalle guardie come la cittadina Marija Fëdorovna Romanova. Quando le fu chiesto di firmare come ex Imperatrice Madre rifiutò e si firmò come vedova dello zar Alessandro III.

## Ascendenza
|                                                                |                         |                                        | Genitori                                    |  |  | Nonni |  |  | Bisnonni                                             |  |  | Trisnonni                                           |  |
|                                                                |                         |                                        |                                             |  |  |       |  |  | Federico Carlo di Schleswig-Holstein-Sonderburg-Beck |  |  | Carlo Antonio di Schleswig-Holstein-Sonderburg-Beck |  |
|                                                                |                         |                                        |                                             |  |  |       |  |  | Federico Carlo di Schleswig-Holstein-Sonderburg-Beck |  |  | Carlo Antonio di Schleswig-Holstein-Sonderburg-Beck |  |
|                                                                |                         | Federica di Dohna-Leistenau            |                                             |  |  |       |  |  | Federico Carlo di Schleswig-Holstein-Sonderburg-Beck |  |  |                                                     |  |
| Federico Guglielmo di Schleswig-Holstein-Sonderburg-Glücksburg |                         |                                        |                                             |  |  |       |  |  | Federico Carlo di Schleswig-Holstein-Sonderburg-Beck |  |  |                                                     |  |
|                                                                |                         | Federica di Schlieben                  | Carlo Leopoldo di Schlieben                 |  |  |       |  |  |                                                      |  |  |                                                     |  |
|                                                                |                         | Federica di Schlieben                  | Carlo Leopoldo di Schlieben                 |  |  |       |  |  |                                                      |  |  |                                                     |  |
|                                                                |                         | Federica di Schlieben                  | Maria Eleonora di Lehndorff                 |  |  |       |  |  |                                                      |  |  |                                                     |  |
| Cristiano IX di Danimarca                                      |                         | Federica di Schlieben                  |                                             |  |  |       |  |  |                                                      |  |  |                                                     |  |
|                                                                |                         | Carlo d'Assia-Kassel                   | Federico II d'Assia-Kassel                  |  |  |       |  |  |                                                      |  |  |                                                     |  |
|                                                                |                         | Carlo d'Assia-Kassel                   | Federico II d'Assia-Kassel                  |  |  |       |  |  |                                                      |  |  |                                                     |  |
|                                                                |                         | Carlo d'Assia-Kassel                   | Maria di Hannover                           |  |  |       |  |  |                                                      |  |  |                                                     |  |
| Luisa Carolina d'Assia-Kassel                                  |                         | Carlo d'Assia-Kassel                   |                                             |  |  |       |  |  |                                                      |  |  |                                                     |  |
|                                                                |                         | Luisa di Danimarca                     | Federico V di Danimarca                     |  |  |       |  |  |                                                      |  |  |                                                     |  |
|                                                                |                         | Luisa di Danimarca                     | Federico V di Danimarca                     |  |  |       |  |  |                                                      |  |  |                                                     |  |
|                                                                |                         | Luisa di Danimarca                     | Luisa di Hannover                           |  |  |       |  |  |                                                      |  |  |                                                     |  |
| Dagmar di Danimarca                                            |                         | Luisa di Danimarca                     |                                             |  |  |       |  |  |                                                      |  |  |                                                     |  |
|                                                                | Federico d'Assia-Kassel | Federico II d'Assia-Kassel             |                                             |  |  |       |  |  |                                                      |  |  |                                                     |  |
|                                                                | Federico d'Assia-Kassel | Federico II d'Assia-Kassel             |                                             |  |  |       |  |  |                                                      |  |  |                                                     |  |
|                                                                | Federico d'Assia-Kassel | Maria di Hannover                      |                                             |  |  |       |  |  |                                                      |  |  |                                                     |  |
| Guglielmo d'Assia-Kassel                                       | Federico d'Assia-Kassel |                                        |                                             |  |  |       |  |  |                                                      |  |  |                                                     |  |
|                                                                |                         | Carolina Polissena di Nassau-Usingen   | Carlo Guglielmo di Nassau-Usingen           |  |  |       |  |  |                                                      |  |  |                                                     |  |
|                                                                |                         | Carolina Polissena di Nassau-Usingen   | Carlo Guglielmo di Nassau-Usingen           |  |  |       |  |  |                                                      |  |  |                                                     |  |
|                                                                |                         | Carolina Polissena di Nassau-Usingen   | Carolina Felicita di Leiningen-Dagsburg     |  |  |       |  |  |                                                      |  |  |                                                     |  |
| Luisa d'Assia-Kassel                                           |                         | Carolina Polissena di Nassau-Usingen   |                                             |  |  |       |  |  |                                                      |  |  |                                                     |  |
|                                                                |                         | Federico di Danimarca                  | Federico V di Danimarca                     |  |  |       |  |  |                                                      |  |  |                                                     |  |
|                                                                |                         | Federico di Danimarca                  | Federico V di Danimarca                     |  |  |       |  |  |                                                      |  |  |                                                     |  |
|                                                                |                         | Federico di Danimarca                  | Giuliana Maria di Brunswick-Lüneburg        |  |  |       |  |  |                                                      |  |  |                                                     |  |
| Luisa Carlotta di Danimarca                                    |                         | Federico di Danimarca                  |                                             |  |  |       |  |  |                                                      |  |  |                                                     |  |
|                                                                |                         | Sofia Federica di Meclemburgo-Schwerin | Luigi di Meclemburgo-Schwerin               |  |  |       |  |  |                                                      |  |  |                                                     |  |
|                                                                |                         | Sofia Federica di Meclemburgo-Schwerin | Luigi di Meclemburgo-Schwerin               |  |  |       |  |  |                                                      |  |  |                                                     |  |
|                                                                |                         | Sofia Federica di Meclemburgo-Schwerin | Carlotta Sofia di Sassonia-Coburgo-Saalfeld |  |  |       |  |  |                                                      |  |  |                                                     |  |
|                                                                |                         | Sofia Federica di Meclemburgo-Schwerin |                                             |  |  |       |  |  |                                                      |  |  |                                                     |  |